# Illes Salomó (arxipèlag)
|  | Per a l'estat del mateix nom, vegeu Salomó (estat). |

Les illes Salomó (en anglès, Solomon Islands) són un arxipèlag d'Oceania situat a la Melanèsia, al sud-oest de l'oceà Pacífic i al nord-est d'Austràlia. Les illes més occidentals pertanyen a Papua Nova Guinea i en constitueixen la província autònoma de Bougainville, mentre que la major part de l'arxipèlag forma l'estat independent de Salomó, que agafa el nom d'aquestes illes.
El grup d'illes (se'n comptabilitzen 990) ocupa una extensió d'uns 1.100 km de llarg i uns 600 km d'ample, amb una superfície total d'uns 40.000 km². El pic més alt és el mont Balbi (3.123 m), a l'illa de Bougainville.

## Illes
Les illes principals que inclou l'arxipèlag de les Salomó són les següents:
A Papua Nova Guinea:
- Bougainville (9.318 km²)
- Buka (611 km²)

A l'estat de Salomó:
- Guadalcanal (5.336 km²; en aquesta illa hi ha la capital de l'estat, Honiara)
- Malaita (4.307 km²)
- Makira (3.188 km²)
- Santa Isabel (2.999 km²)
- Choiseul (2.971 km²)
- Nova Geòrgia (2.044 km²)
- Kolombangara (688 km²)
- Rennell (660 km²)
- Vella Lavella (640 km²)
- Vangunu (509 km²)
- Illes Shortland (414 km²)
- Illes Russell (176 km²)

Les illes Santa Cruz, que depenen políticament de l'estat de Salomó, no formen part de l'arxipèlag sinó que es troben al nord de Vanuatu i se'n consideren una prolongació geogràfica.

## Història

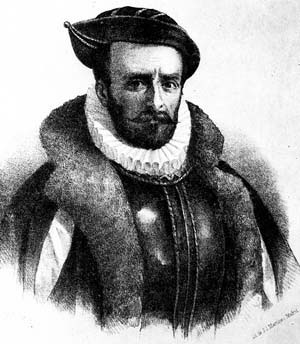
Álvaro de Mendaña, l'explorador espanyol que va explorar les illes Salomó i va intentar la seva colonització.

### Les exploracions espanyoles
El 1567 va partir del Callao una expedició manada per Álvaro de Mendaña, portant com a capitans dels vaixells a Pedro Sarmiento de Gamboa i a Pedro d'Ortega en cerca de la Terra Australis Incognita i estudiar les possibilitats d'una colonització i explotació dels seus recursos. El 7 de febrer de 1568 van arribar a la primera de les illes de l'arxipèlag les dues naus de l'expedició, Els Reis i Tots els Sants. L'illa va ser batejada amb el nom de Santa Isabel. Durant sis mesos van explorar les illes de Ramos (Malaita), Sant Jordi (al sud de Santa Isabel), les illes Florida, Galera, Buenavista, San Dimas, i Guadalupe (grup d'illes Florida o Nggela Sule), Guadalcanal, Sesarga (Savo), illes de Sant Nicolás, Sant Jerònim i Esculls (grup Nova Geòrgia), Sant Marcos (Choiseul), Sant Cristóbal (Makira), Treguada (Ulawa), Tres Marías (Olu Malua), Sant Joan (Uki Ni Masi), Sant Urbán (Rennell), Santa Catalina i Santa Ana.
Havent trobat restes d'or al·luvial a Guadalcanal, Medaña va pensar que havia trobat les mítiques mines del rei Salomó, per la qual cosa va batejar l'arxipèlag com a «illes de Salomó».
Álvaro de Mendaña va intentar preparar una segona expedició a les Salomó per a colonitzar-les i impedir que servissin de refugi als pirates anglesos que atacaven als vaixells espanyols que comerciaven amb les Filipines. Va ser el virrei del Perú, García Hurtado de Mendoza, qui va autoritzar i va patrocinar l'expedició, aportant els efectius militars, mentre que el mateix Mendaña va convèncer a mercaders i colons per a participar en l'empresa. Les naus van partir del Callao en 1595 i després de descobrir les Illes Marqueses, així nomenades en honor del virrei i marquès de Cañete, i passar per les Illes Cook i Tuvalu, van arribar a les Illes Santa Cruz, al sud de les Salomó.
La nau Santa Ysabel es va perdre a l'illa de Tinakula i finalment van fundar una colònia a les Illes de Santa Cruz anomenada Santa María de Rosas, en l'actual província de Temotu. Mendaña va emmalaltir de malària i els colons van entrar en conflicte amb els nadius. El 18 d'octubre de 1595 va morir Mendaña a l'illa de Nendö, i va nomenar a la seva esposa, Isabel de Barreto, governadora de les noves terres descobertes i almiranta de la flota. Finalment Barreto va decidir al poc temps abandonar les illes, i va arribar a Manila al febrer de 1596.

### Segles XVI-XX
Després d'aquestes expedicions els espanyols van perdre gran part del seu interès per les illes, que van ser visitades per anglesos, francesos, austríacs i holandesos. Així per exemple els anglesos van descobrir les illes de Rennell i Bellona, que van ser descobertes per Mathew Boyd de Camberwell, Londres, capità del mercant Bellona, en 1793.
En 1856 l'illa de Sikaiana, llavors coneguda com a Stewart Islands, ara a la província de Malaita, va ser annexionada pel regne de Hawáii, fins que aquest va passar a les mans dels Estats Units.
Arxipèlag de l'Oceania propera (és a dir, illes que, en la seva majoria, són intervisibles, facilitant la navegació entre altres), va ser poblat des de la primera fase d'expansió de la cultura Lapita d'Oceà, per poblacions sens dubte erròniament descrites com a melanèsia per Jules Dumont. d'Urville el 1831 perquè estan estretament emparentats amb totes les poblacions austronesies veïnes, i de les quals res, des del punt de vista lingüístic i cultural, no els distingeix. Més properes a la llar inicial (situada a les Illes de l'Almirallat), es troben, sens dubte, entre les més fragmentades, sobretot des del punt de vista lingüístic. D'altra banda, no existeix cap parentiu estret amb els Papous.
El Regne Unit va establir un protectorat sobre les Illes Salomó a la dècada del 1890, com a part de la Comissió del Pacífic Occidental, i davant l'expansió colonial alemanya en aquesta regió, particularment a Nova Guinea i Samoa.
En aquestes illes es van produir combats molt intensos entre els Estats Units i el Japó durant la Segona Guerra Mundial (Campanya de les Illes Salomó).
L'autonomia es va concedir el 2 gener 1976 i la independència es va proclamar el 7 juliol 1978. Peter Kenilorea es converteix en el primer líder del país.
El 1986, l'arxipèlag va demanar ajuda internacional després de ser devastat per un cicló tropical.

### Segle XXI
Al juliol 2003, el governador general de les Illes Salomon va sol·licitar oficialment ajuda internacional.
Un gran contingent de seguretat internacional, anomenat RAMSI, comandat per Austràlia i Nova Zelanda, format per soldats i policies, i amb representants d'una vintena d'altres nacions del Pacífic, incloses Tonga, Fiji i Papua Nova Guinea, va començar a desplegar-se l’agost 2003, sota el nom de l'operació Helpem Fren (terme que significa «ajudar a un amic» en pidgin local). Aquesta força d'assistència regional està avui en disputa. Michael Maina, el ministre de policia de les Illes Salomó, va estimar a principis de 2005 que aquesta força s'havia de revisar a causa de deficiències greus. D'altra banda, Peter Noble, neozelandès, diputat del coordinador especial de RAMSI, deixa el càrrec sent cordialment felicitat per Sir Allan Kemakeza. El coordinador actual és un australià, James Batley, diplomàtic de carrera. La mort d'un jove agent de policia australià, assassinat a trets a principis desembre 2004, va provocar l'enviament d'una companyia d'un centenar d'homes.
El 2 abril 2007, l'arxipèlag va ser colpejat per un violent terratrèmol seguit d'un tsunami (sisme de les Illes Salomó de 2007). Un nou terratrèmol, de magnitud Mw8, va assolir el país el 6 febrer 2013 (sisme de les Illes Salomó de 2013).
Els problemes actuals que qüestionen la viabilitat d'aquest arxipèlag són, entre d'altres: el dèficit pressupostari, la desforestació i la malària. El continuat descontentament de la població porta a un cessament gairebé total de l'activitat normal; els funcionaris no cobren durant mesos i les reunions del gabinet s'han de celebrar en secret per evitar que els senyors de la guerra locals s'interposin.
El novembre de 2021 van esclatar disturbis motivats per les dificultats econòmiques, el seu agreujament per la pandèmia de la Covid-19 i per la rivalitat entre les illes de Malaita, que es consideren abandonades, i Guadalcanal, seu de la capital Honiara. Apunten especialment al seu districte xinès, les tensions s'han empitjorat el 2019 quan el govern va decidir reconèixer la Xina i ja no Taiwan.
L’abril 2022, la Xina va anunciar que havia signat un acord de seguretat amb les Illes Salomó, que va fer que Austràlia i els Estats Units temien l'establiment de bases militars xineses.

## Política
Les Illes Salomó són una democràcia parlamentària basada en el sistema de Westminster — és a dir, inspirat en gran part en el . Com que les Illes Salomó són un dels quinze regnes de la Commonwealth, el cap d'estat és actualment Carles III. La monarquia salomònica es troba en un estat d’unió personal amb la monarquia britànica, amb el monarca britànic portant així la corona salomònica. Els deures del monarca, en la seva absència, són delegats a un governador general, nomenat pel rei per recomanació del Parlament. Les funcions del monarca i del governador general són cerimonials i simbòliques.
El cap del govern és un primer ministre, elegit pel Parlament, i que governa sempre que tingui el suport d'una majoria de diputats.
El Parlament nacional és un òrgan unicameral compost per cinquanta diputats elegits en el mateix nombre de circumscripcions per sufragi universal, cada quatre anys o després d'una dissolució, i un president (orator) escollit fora del Parlament pels diputats.

### Subdivisions administratives
Les Salomon es divideixen en les nou províncies Central, Choiseul, Guadalcanal, Isabel, Makira-Ulawa, Malaita, Rennell i Bellona, Temotu i Occidental, cadascuna governada per una assemblea provincial electa. A les províncies s'afegeix el territori que acull la capital, Honiara, governada per un consell municipal independentment de qualsevol província.
La província de Temotu, situada a les illes Santa Cruz, és l'única que no depèn geogràficament de l’arxipèlag de les illes Salomó.

### Inestabilitat política i corrupció
A causa de la multitud de partits polítics, als quals els diputats a vegades s'adhereixen temporalment i que no es basen en diferències de programa clares i duradores, els governs estan formats per coalicions que reuneixen diversos partits i també per diputats sense segell. Aquestes coalicions sovint són inestables; És habitual que els membres del govern s'incorporin a l'oposició, o viceversa, provocant la caiguda del govern durant el seu mandat.
El 2017, un informe de Transparència Internacional va descriure l'arxipèlag com «molt corrupte ».
La corrupció i la inestabilitat del govern dificulten que l'estat actuï en resposta a desastres naturals i crisis econòmiques.

## Economia
L'economia de subsistència és el sector econòmic més important. La major part de la població depèn de l'agricultura, la pesca i la silvicultura almenys durant una part de la seva vida.
La majoria de productes manufacturats i derivats del petroli s'han d'importar. Les illes són riques en recursos minerals poc explotats com el plom, el zinc, el níquel i l'or.

### Crisi econòmica des de finals de la Dècada del 1990
Els problemes econòmics del sud-est asiàtic van provocar un fort descens de la indústria de la fusta i la producció econòmica va disminuir aproximadament un 10 % l'any 1998.
El govern ha instaurat retallades salarials a la funció pública i altres sectors. L'economia es va recuperar parcialment el 1999 gràcies a l'augment dels preus mundials de l'or i al primer any complet de funcionament de la mina Gold Ridge. Tanmateix, a mitjans d'any, el tancament de la principal plantació de palma d'oli del país fa ombra sobre les perspectives de futur. És probable que la desastrosa situació política faciliti el creixement econòmic.

### Desforestació
Ja s'han emès més de 100.000 alertes, amb la Xina al centre d'aquesta crisi, segons Bill Laurance, professor d'ecologia tropical a la Universitat James Cook.

## Demografia

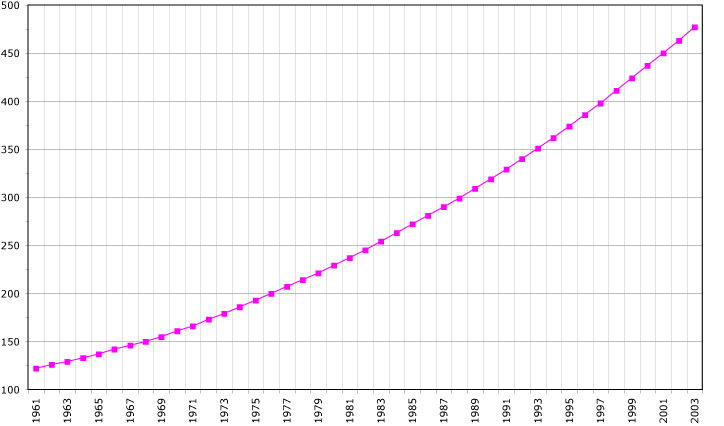
Evolució de la demografia entre 1961 i 2003 (xifres FAO, 2005). Població en milers d'habitants.

Les Salomones tenen 667.000 habitants el 2018, és a dir, una densitat de 23 hab./km². Aleshores, el creixement de la població és de 2,1 %. Les illes més poblades en aquella època eren les de Malaita (155 000) i Guadalcanal (237 000). Honaira, la capital, a l'illa de Guadalcanal, té 216.000 habitants. Cap altra ciutat supera 10.000 habitants.
L'idioma oficial dels Salomons és l'anglès. La llengua més estesa és Solomon Pijin, proper al bichelamar parlat a Vanuatu.
Moltes llengües meso-melanesianes (al voltant de seixanta, al voltant dels 90 % de la població) s'hi parlen nadius, així com quatre llengües papuanes, algunes llengües polinesies i fins i tot el gilbertí, una llengua micronèsia.

## Religió
Segons el Pew Research Center, l'any 2010, 97,4 El % dels residents de les Illes Salomó són cristians, principalment protestants (76,6 %) i en molt menor mesura catòlics (19 %)). A més, 1,3 % de la població practica una religió popular.
Segons les xifres del cens de 2015 presentades pel Ministeri d'Afers Exteriors francès, la proporció de cristians dins de la població és de 92 % dels quals 45 % anglicans, 18 anys % de catòlics, 12 % Metodistes, 9 % Baptistes. A més, l'arxipèlag compta amb una gran comunitat bahá'í i uns quants centenars de musulmans.